# Leandra marigotiana
Leandra marigotiana är en tvåhjärtbladig växtart som först beskrevs av Ignatz Urban och Erik Leonard Ekman, och fick sitt nu gällande namn av Brother Alain. Leandra marigotiana ingår i släktet Leandra och familjen Melastomataceae. Inga underarter finns listade i Catalogue of Life.